# 济南市豫剧团
济南市豫剧团又名鲁新豫剧团，位于山东省济南市长清区老城原武装部旧址，占地6000平方米。剧团成立于1971年，剧团有演员50余人，其中，有8名二级演员和13名三级演员。剧团曾有演员获得中国豫剧最高奖“香玉杯”艺术奖。

## 参看
- 豫剧团列表